# Штёттен-ам-Ауэрберг
Штёттен-ам-Ауэрберг (нем. Stötten am Auerberg) — община в Германии, в земле Бавария.
Подчиняется административному округу Швабия. Входит в состав района Восточный Алльгой и непосредственно подчиняется управлению административного сообщества Штёттен-ам-Ауэрберг, являясь его центром.
По данным на 31 декабря 2015 года:
- территория —  4074,11 га;
- население —  1866 чел.;
- плотность населения —  45,8 чел./км²;
- землеобеспеченность с учётом внутренних вод —  21 833,39 м²/чел.

Сообщество образовано 1 января 1994 года.

## Население
По оценке на 31 декабря 2015 года население общины составляет 1866 человек.
| Дата      | 1840 | 1871 | 1900 | 1925 | 1939 | 1950 | 1961 | 1970 | 1987 | 2011 |
| --------- | ---- | ---- | ---- | ---- | ---- | ---- | ---- | ---- | ---- | ---- |
| Население | 1193 | 1198 | 1337 | 1568 | 1395 | 2130 | 1810 | 1851 | 1748 | 1834 |

| Год       | 1960 | 1970 | 1980 | 1990 | 2000 | 2009 | 2010 | 2011 | 2012 | 2013 | 2014 | 2015 |
| --------- | ---- | ---- | ---- | ---- | ---- | ---- | ---- | ---- | ---- | ---- | ---- | ---- |
| Население | 1711 | 1822 | 1690 | 1791 | 1884 | 1822 | 1834 | 1829 | 1835 | 1841 | 1836 | 1866 |